# A4 (België)
De A4 is een Belgische autosnelweg die Brussel via Namen en Aarlen met de Luxemburgse A6 verbindt.
Vanaf de ring rond Brussel gaat de A4 langs het Zoniënwoud, Waver, Namen en Aarlen (Arlon), om vervolgens te eindigen bij de grens met Luxemburg.
De A4 volgt van Brussel tot net voorbij Aarlen het traject van de E411 (de E411 volgt dan een andere weg naar Frankrijk). Tussen het knooppunt Neufchâteau en de grens met Luxemburg wordt tevens de E25 gevolgd.
De A4 doorsnijdt de Ardennen en heeft daarom als bijnaam Autoroute des Ardennes (ook al heet die geografische streek in het Belgisch-Frans "l'Ardenne", de benaming "Autoroute de l'Ardenne" komt amper voor). Bemerk dat de E25 evengoed de Ardennen doorkruist en dus ook die naam verdient. Ook Frankrijk heeft een "Autoroute des Ardennes", de A304, maar die sluit niet aan op de Belgische A4 (maar wel op de E420 nabij Couvin).
De A4 ontsluit de Ardennen en de Condroz, met belangrijke toeristische bestemmingen als Dinant en Han-sur-Lesse op slechts enkele kilometers afstand van de snelweg. Daarnaast volgt veel vakantieverkeer vanuit Nederland en Vlaanderen de A4 op weg naar Luxemburg, oostelijk Frankrijk, Zwitserland, Italië en Spanje.
Tussen Brussel en afrit 18 naar de N4 bij Namen is de A4 uitgevoerd als autosnelweg met drie rijstroken per richting. Het gedeelte tussen Namen en de grens met het Groothertogdom is vrijwel geheel uitgevoerd met twee rijstroken per richting. Een uitzondering hierop zijn enkele gedeelten met een groot stijgingspercentage, waar er een extra rijstrook is gerealiseerd voor langzaam stijgend verkeer. (km 104 tot km 107 richting Aarlen en km 89 richting Brussel).

## Afbeeldingen

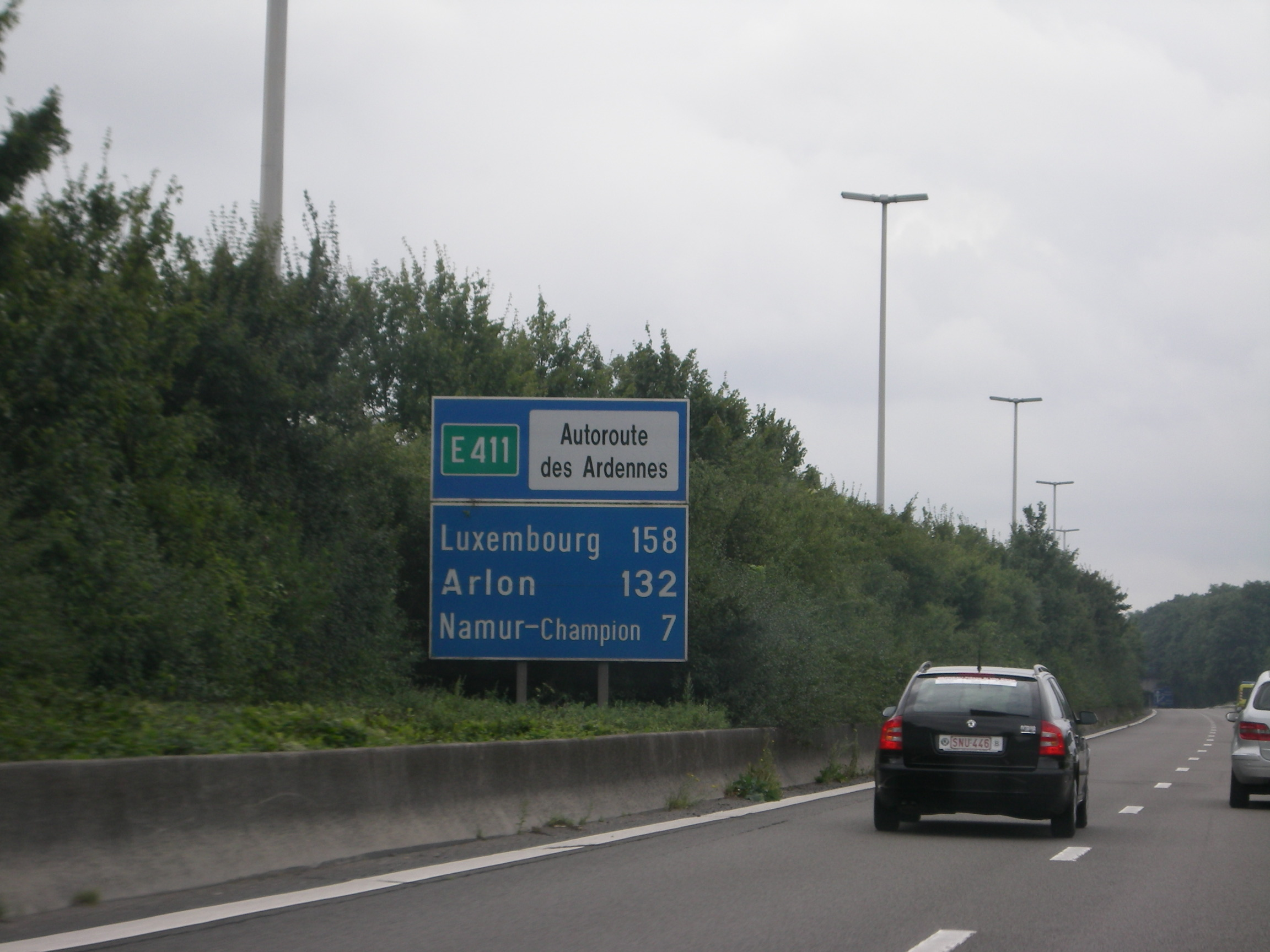
Wegwijzer 'Autoroute des Ardennes.
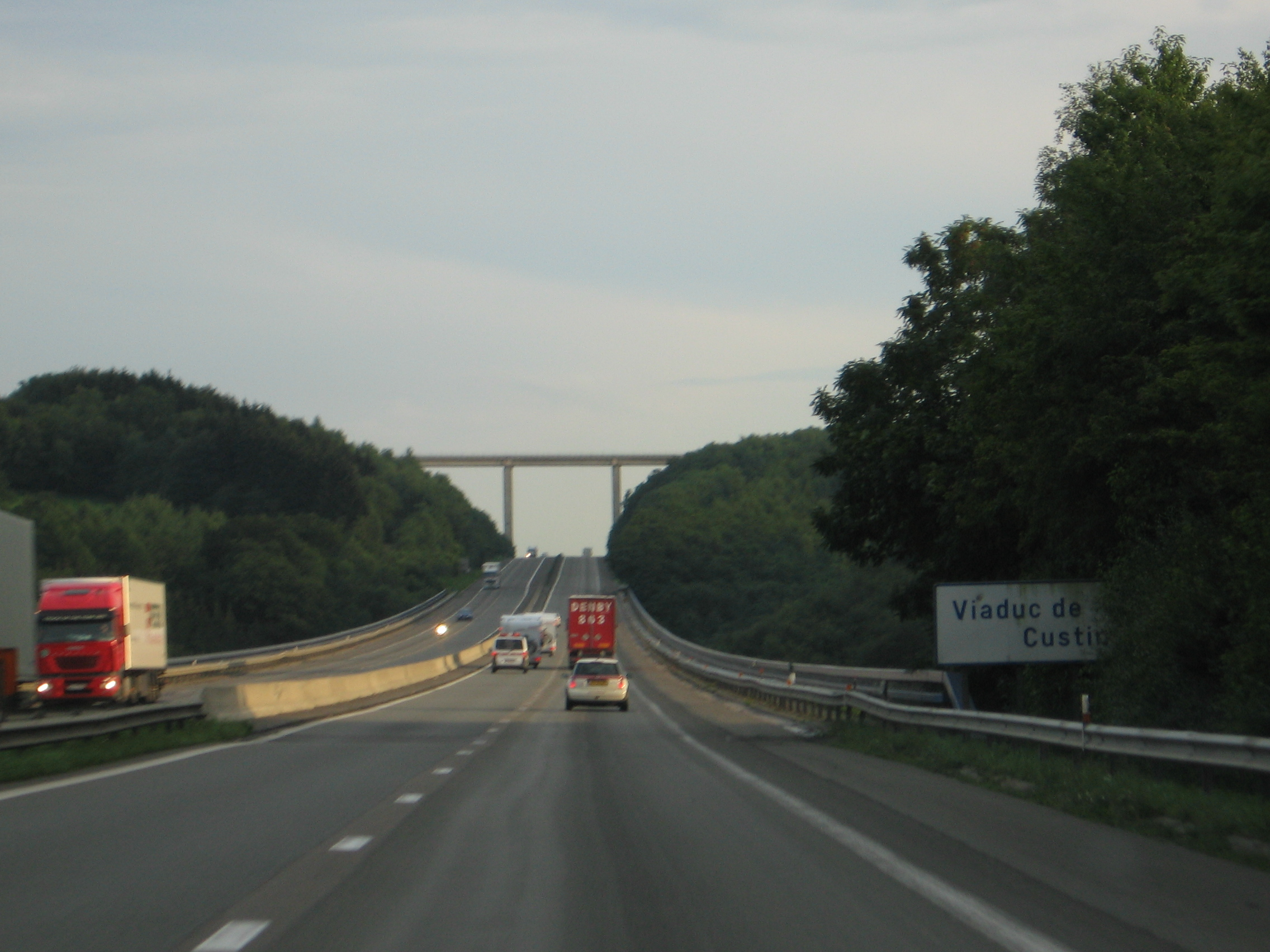
Viaduct van Custinne
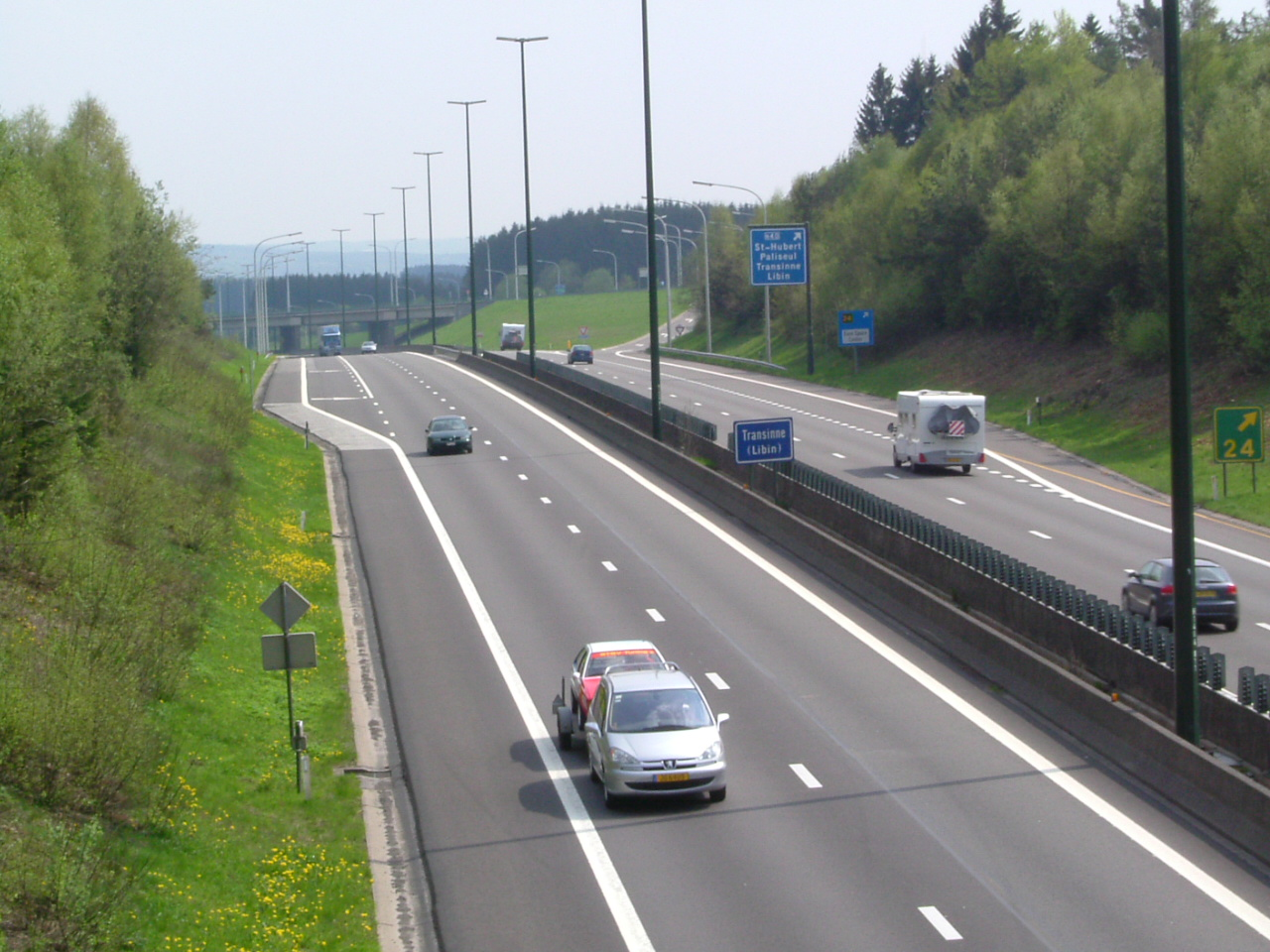
A4 ter hoogte van afrit 24 (Transinne)
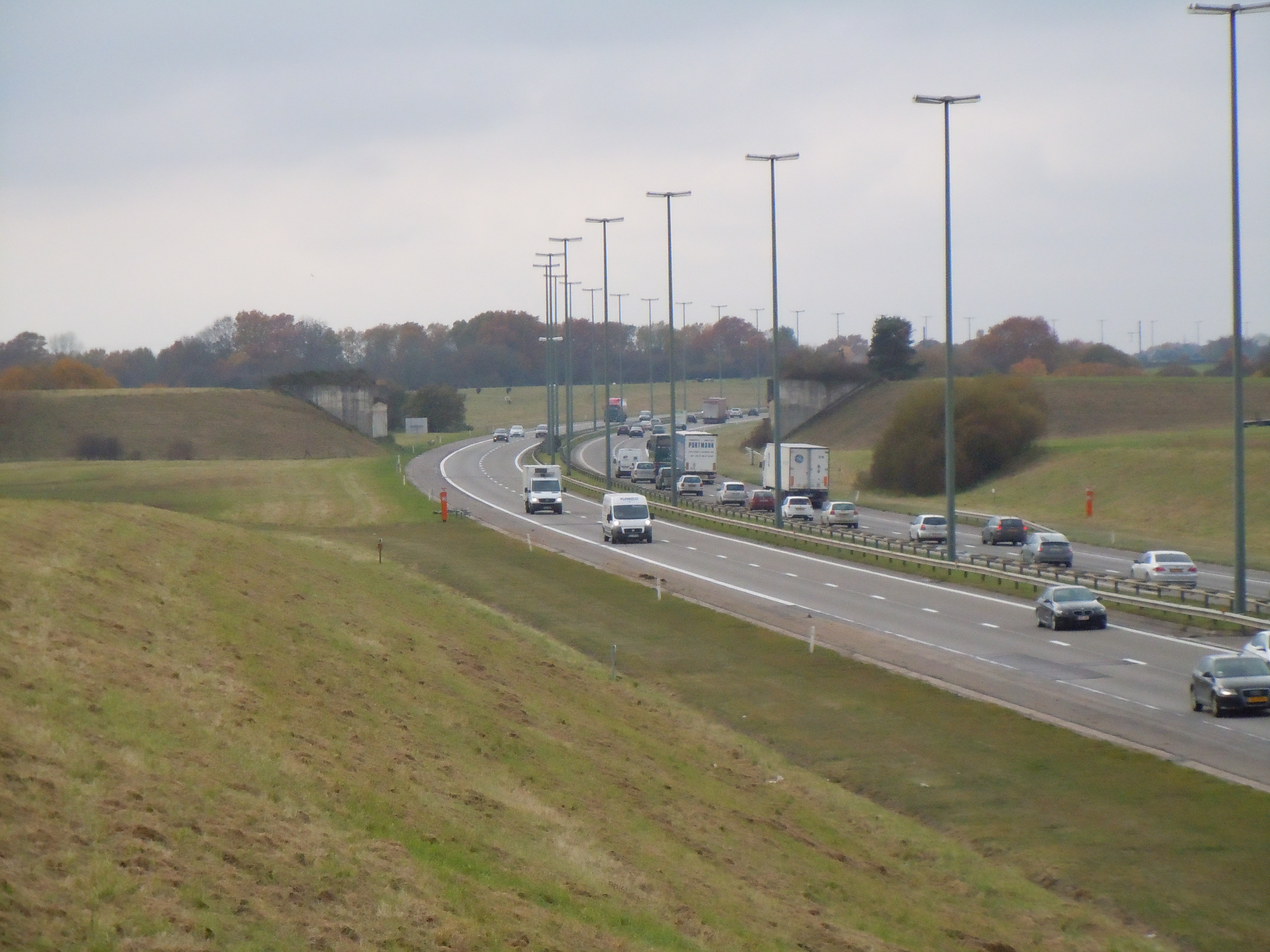
A4 ter hoogte van Aarlen